# Селезнёв, Георгий Васильевич (инженер)
Георгий Васильевич Селезнёв (1 мая 1916, Мироновцы, Вятская губерния — 26 октября 2000, Дзержинск) — советский инженер.

## Биография
Родился 1 мая 1916 года в деревне Мироновцы (ныне Шабалинский район Кировской области).
Окончил семь классов средней школы, Владимирский текстильный рабфак, Московский химико-технологический институт им. Д. И. Менделеева (годы учёбы 1937—1942).
После школы работал счетоводом-секретарём Соловецкого сельсовета. Потом учился в институте.
После его окончания — химик-технолог, инженер электрохимических производств, начальник корпуса цеха, начальник 3-го производства (завод № 96, Дзержинск — позже завод «Капролактам»).
Автор 7 изобретений.
Умер 26 октября 2000 года. Похоронен в Дзержинске на Новом городском кладбище.

## Награды
- Сталинская премия третьей степени (1949) — за разработку конструкции и внедрение в промышленность электролизёра для получения химических продуктов (каустической соды)
- орден Трудового Красного Знамени (1966)
- медали